# Chondroscaphe amabilis
Chondroscaphe amabilis är en orkidéart som först beskrevs av Rudolf Schlechter, och fick sitt nu gällande namn av Karlheinz Senghas och Günter Gerlach. Chondroscaphe amabilis ingår i släktet Chondroscaphe och familjen orkidéer. Inga underarter finns listade i Catalogue of Life.